# NGC 5864
NGC 5864 é uma galáxia lenticular (SB0) localizada na direcção da constelação de Virgo. Possui uma declinação de +03° 03' 12" e uma ascensão recta de 15 horas, 09 minutos e 33,5 segundos.
A galáxia NGC 5864 foi descoberta em 27 de Maio de 1786 por William Herschel.